# ثلاثية الألوان: أبيض
ثلاثية الألوان: أبيض (بالفرنسية: Trois couleurs: Blanc)‏
```
هو فيلم 
كوميديا دراما
 فرنسي-بولندي من إنتاج وكتابة وإخراج 
كريستوف كيشلوفسكي
 سنة 1994، وبطولة 
زبجنيو زماشوسكي
 
وجولي دلبي
.
```

وهو الجزء الثاني من ثلاثية الألوان (الأزرق – الأبيض – الأحمر)، تلك الألوان التي ترمز لمبادئ الثورة الفرنسية من حرية ومساواة وإخاء.

## القصة
يدور الفيلم حول البولندي «كارول» الذي تطلقه زوجته الفرنسية «دومنيك» في المحكمة بسبب ضعفه الجنسي، يرفض القاضي سماع شهادة كارول لأنه لا يفهم لغته البولندية، ويتساءل الأخير أين المساواة؟ دومينك تحبه ولا تخفي ذلك، ولكن يبدو وكأنها تريد أن ترى قوته وقدرته المالية، ربما تنظر له بنوع من الاستعلاء بصفتها فرنسية، ويكون ذلك سببًا رئيسيًا في ضعف كارول الجنسي، فهو لا يقدر على ممارسة الجنس معها دون شعور بالمساواة، وبعد الحكم بالطلاق يتسلل كارول لها، ويحاول ممارسة الجنس معها فتستجيب له، ولكنه لا يقدر كذلك فتحرق منزلها وتتهمه بتدبير الحادث، هكذا لا يجد كارول مفرًا سوى الهروب لبولندا.
تستمر الصدف في توجيه كارول، إلى أن تقوده إحداها لتجميع الكثير من المال، ويصبح رجل أعمال. هذه اللحظة التي يشعر فيها بالمساواة وبقدرته على العودة لدومنيك. ينجح كارول في مسعاه ويستدرج دومينك لبولندا، ويقدر للمرة الأولى ممارسة الجنس معها.

## روابط خارجية
- ثلاثية الألوان: أبيض على موقع IMDb (الإنجليزية)
- ثلاثية الألوان: أبيض على موقع ميتاكريتيك (الإنجليزية)
- ثلاثية الألوان: أبيض على موقع الموسوعة البريطانية (الإنجليزية)
- ثلاثية الألوان: أبيض على موقع روتن توميتوز (الإنجليزية)
- ثلاثية الألوان: أبيض على موقع نتفليكس (الإنجليزية)
- ثلاثية الألوان: أبيض على موقع قاعدة بيانات الأفلام العربية
- ثلاثية الألوان: أبيض على موقع ألو سيني (الفرنسية)
- ثلاثية الألوان: أبيض على موقع Turner Classic Movies (الإنجليزية)
- ثلاثية الألوان: أبيض على موقع أول موفي (الإنجليزية)
- ثلاثية الألوان: أبيض على موقع بوكس أوفيس موجو (الإنجليزية)